# کلیسای مریم مقدس (آگاراک، آشتاراک)
کلیسای مریم مقدس (ارمنی: Սուրբ Աստվածածին եկեղեցի؛ انگلیسی: St. Mary) یک کلیسا متعلق به کلیسای حواری ارمنی واقع در شهر آگاراک، استان آراگاتسوتن ارمنستان می‌باشد. ساخت و ساز این ساختمان در سده‌های ۵-۱۳ام میلادی؛ به پایان رسید. این بنا به سبک معماری ارمنی طراحی شده است.

## نگارخانه

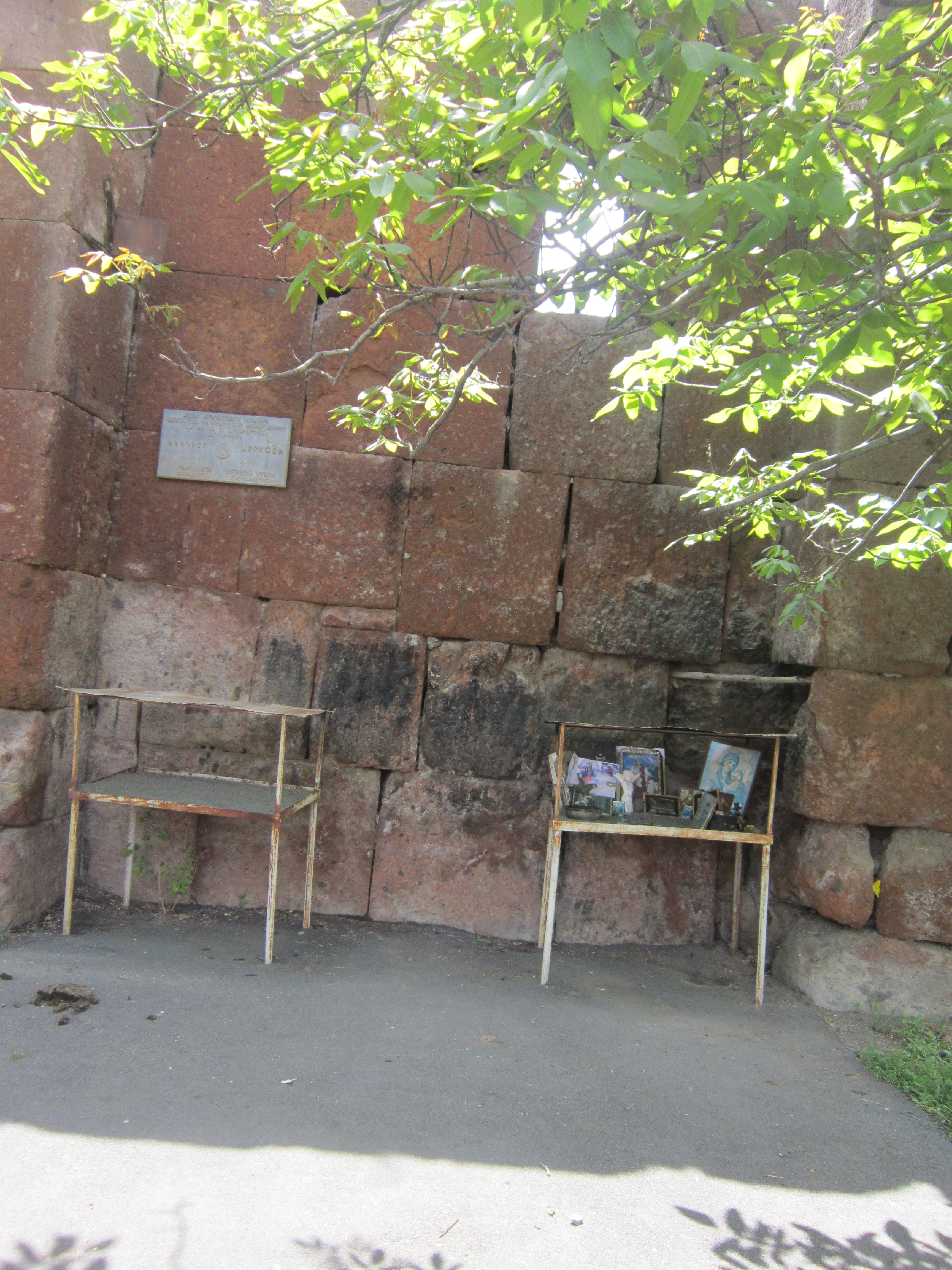